# Bartolomeo Gerolamo Gradenigo
Bartolomeo Gerolamo Gradenigo (* 25. Oktober 1754 in Venedig; † 1. April 1828 in Venedig) war als Nachfolger Daniele Reniers der zweite von den Franzosen eingesetzte Bürgermeister Venedigs, eines Amtes, das zu dieser Zeit die Bezeichnung Podestà trug. Er leitete die Verteidigungs- und Versorgungsmaßnahmen bei der Blockade Venedigs durch die britische Flotte. Beim Abzug der Franzosen gründete er 1814 eine provisorische Regierung und er blieb auch in den ersten eineinhalb Jahren der österreichischen Herrschaft Bürgermeister der Stadt, nämlich von Februar 1811 bis August 1816. Während der Jahre seiner Amtszeit sank die Bevölkerungszahl der verarmenden Stadt erheblich. Ihm folgte Marco Molin im Amt. 

## Leben

### Familie
Bartolomeo Gerolamo Gradenigo entstammte der adligen Familie Gradenigo di Rio Marin, also des Zweigs (ramo) der Familie, der am Rio Marin ihr Stammhaus hatte. Er heiratete 1786 Laura Pesaro, Tochter des Prokuratoren Francesco und Nachkommin des Dogen Giovanni Pesaro (1658–1659).

### Französische Herrschaft (1797–1798, 1805–1814)
1797 besetzte Napoleon Venedig, das von 1798 bis Ende 1805 an Österreich kam, um dann wieder für ein Jahrzehnt bis 1815 an Frankreich zu gehen. Seit 1805 gehörte Venedig zum Königreich Italien, dessen Staatsoberhaupt Napoleon war. 1806 bis 1814 verhinderte die von Napoleon verhängte Kontinentalsperre ein Wiederaufleben der Hafenstadt Venedig. Im Dezember 1807 besuchte Napoleon die Stadt. Bei dieser Gelegenheit erhob er die Insel San Giorgio Maggiore zum Freihafen. Aus Dankbarkeit über die Möglichkeit, die sich damit bieten sollte, der lokalen Wirtschaft neue Möglichkeiten zu eröffnen, ließ die örtliche Handelskammer eine Statue des Kaisers in Auftrag geben, die auf der Insel errichtet werden sollte. Den Auftrag sollte zunächst Luigi Zandomeneghi erhalten.
Die privaten Vermögen wurden zur Kriegsfinanzierung herangezogen, die meisten Adligen fanden kaum eine Beschäftigung und sahen sich gezwungen, ihr Vermögen zu verbrauchen und ihre Kunstschätze zu veräußern. 1797 gab es nur noch 962 Patrizier aus 192 Familien, die fast alle ihre Ämter verloren hatten. Die Franzosen ließen die Korporationen auflösen, ebenso die Scuole. Die Zahl der Kirchengemeinden wurde von 70 auf 39 reduziert, Gemeinden dabei zusammengelegt, die meisten Klöster aufgelöst. Im französischen Jahrzehnt wurden 60 Klöster aufgelöst und 24 Kirchen entweiht.

### Entlassung des Vorgängers, Bürgermeister (1811)
Gradenigo protestierte gegen die zahlreichen, oftmals ungenehmigten Zerstörungen, gegen Abrisse und Umbauten in der Stadt. Am 6. Januar 1811 schrieb Napoleon an den Vizekönig Eugène de Beauharnais: „Es gibt Unruhe in Venedig. Sie veranstalten unnütze religiöse Szenen; veranlasst Order, und führt Exempel durch, die diese Turbulenzen beenden.“ Zwei Tage später erließ Napoleon aus den Tuilerien das Entlassungsdekret für Daniele Renier.
Ihm folgte im Februar 1811 Gradenigo im Amt, der seit 1808 Assessore municipale bzw. einer der Savi gewesen war. Am 15. August 1811 wurde auf der Piazzetta eine Napoleon-Statue aufgestellt. Sie wurde erst in der Nacht vom 19. auf den 20. April 1814 wieder entfernt.

### Britische Blockade (1813–1814)
Vom Oktober 1813 bis April 1814 blockierte die britische Flotte die Stadt, deren Einwohnerzahl von 150.000 im Jahr 1797 auf 100.000 sank. Gradenigo forderte zunächst am 6. Oktober 1813 jeden Bürger auf, sich mit Lebensmittelvorräten für sechs Monate einzudecken, die Händler, ihre Magazine zu füllen. Nach und nach wurden zahlreiche Lebensmittel von allen Abgaben befreit, um den Zustrom zu verstärken; schließlich wurde am 9. März 1814 sogar vielfach der Preis, den die Händler verlangen durften, völlig freigegeben. Darüber hinaus versuchte die Kommune Abgaben einzutreiben, um die Finanzierung der Verteidigungsmaßnahmen zu sichern, zugleich kam es zu Desertionen. Bei Zahlungsverzögerungen drohten entsprechend früheren Gesetzen von 1804 und einem Dekret von 1811 harte Strafen. Die Polizia di finanza, die Kontroll- und Überwachungsaufgaben übernahm, umfasste 350 Wächter.
Um die Versorgung der Ärmsten zu gewährleisten, mussten die Bäcker einen Teil des Brotes abgeben. Innerhalb der belagerten Lagune rechnete man mit 159.800 Einwohnern, davon lebten 115.000 in der Stadt, 22.000 in Chioggia am Südrand der Lagune, 9.000 in Pellestrina und Malamocco, 4.000 auf Murano und 9.000 auf Burano sowie 800 auf Vignole, Treporti und den umgebenden Inseln.
Am 4. Mai 1814 ordnete Gradenigo eine feierliche Prozession und einen Dankgottesdienst anlässlich des Endes der Belagerung an. Mit dem Vertrag von Fontainebleau wurde der Krieg zunächst beendet, Napoleon verbannt. Vizekönig Eugène de Beauharnais unterzeichnete die Konvention von Schiarino-Rizzino.

### Provisorische Regierung, Rückkehr der Österreicher, Bevölkerungsrückgang
Auf dieser Grundlage konnten die Österreicher zurückkehren, während Gradenigo eine provisorische Regierung führte. Beim Abzug der Franzosen kam es vor der Napoleonstatue zu Demonstrationen; sie wurde am nächsten Tag, am 20. April 1814 um 5 Uhr morgens nach San Giorgio Maggiore verbracht. Noch 1813 waren auf dem Markusplatz zwanzig weitere Statuen errichtet worden. 1816 wurde der Marmor, nachdem der Kopf entfernt worden war, an den Bildhauer Antonio Bosa verkauft. Die Statue galt als verloren, doch tauchte sie 2002 bei einer Auktion bei Sotheby’s wieder auf.
Das Arsenal am Ostrand der Stadt, wo die Schiffe Venedigs gebaut und repariert wurden, war an vielen Stellen zerstört. Der Handel lag darnieder und ließ sich auch durch Freihandelsprivilegien zunächst nicht wieder beleben. Tausende verließen die Stadt, 1818 hatte Venedig nur noch 84.000 Einwohner.

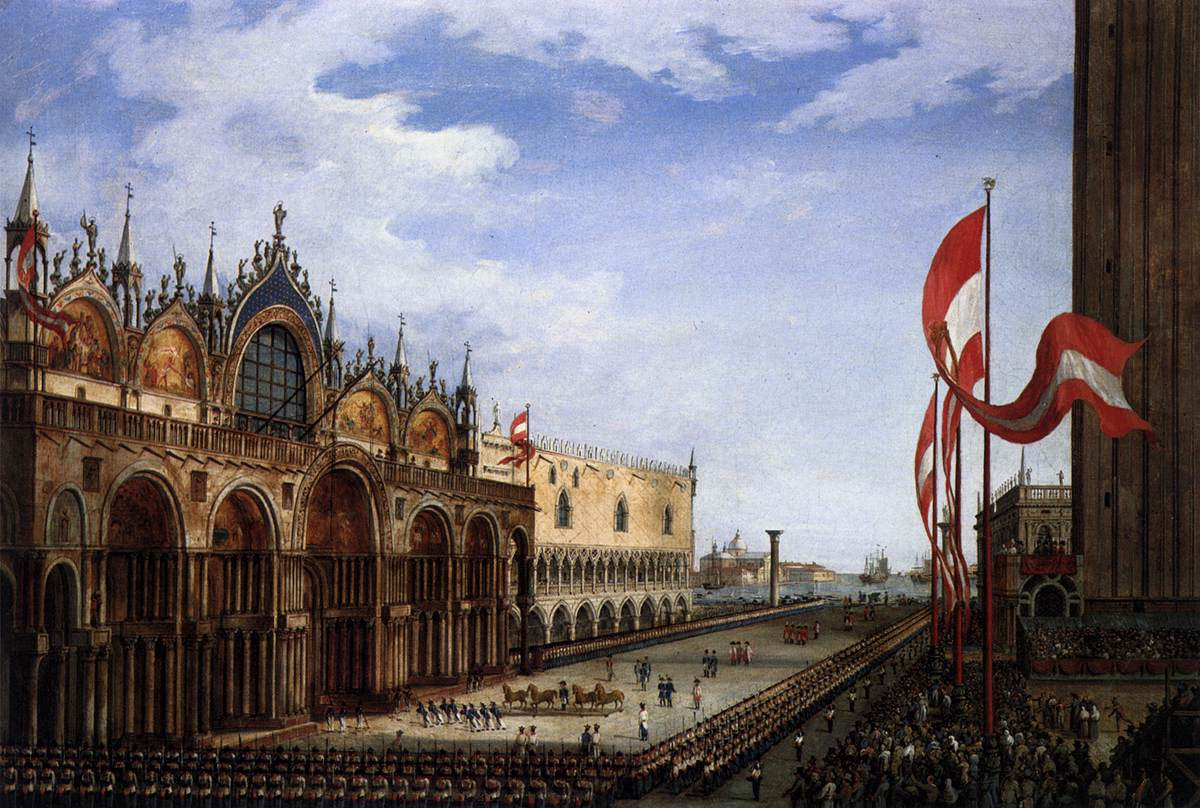
Die Rückkehr der nach Paris verbrachten Bronzequadriga des Markusdoms, Vincenzo Chilone (1758–1839), Öl auf Leinwand, 1815

Prinz Heinrich XV. Reuß zu Greiz übernahm für Österreich am 20. April 1814 formal die Stadtregentschaft. Heinrich wurde bis 1816 erster Generalgouverneur von Venedig. Er ließ am 13. Dezember 1815 die Bronzequadriga am Markusdom wieder aufstellen.
Wie in den meisten Gebieten, die Österreich zufielen, und die mehrere Jahre unter französischer Herrschaft eine äußerst effektive Verwaltung aufgebaut und ein neues Recht eingeführt hatten, so übernahm Wien die Zustände, und, wo möglich, die bestehenden Verhältnisse, Verwaltungen und Machthaber. Nach dem Ende der napoleonischen Herrschaft reiste dementsprechend Gradenigo nach Wien, um dem Kaiser die Ergebenheit der Venezianer anzuzeigen.